# 밥 케이시
로버트 패트릭 케이시 주니어(Robert Patrick Casey Jr., 1960년 4월 13일 ~ )는 미국의 정치인이다. 그의 아버지는 미국 제42대 펜실베이니아 주지사인 밥 케이시 시니어이다.

## 학력
- 홀리 크로스 칼리지 인문사회 학사
- 미국 가톨릭 대학교 법무박사

## 경력
- 1997.01 ~ 2005.01 제47대 펜실베이니아 감사관
- 2005.01 ~ 2007.01 제74대 펜실베이니아 재무장관
- 2007.01 ~ 2025.01 제110~118대 펜실베이니아 연방상원의원

## 역대 선거 결과
| 선거명      | 직책명                        | 대수  | 정당   | 득표율 | 득표수      | 결과 | 당락                         |
| ----------- | ----------------------------- | ----- | ------ | ------ | ----------- | ---- | ---------------------------- |
| 1996년 선거 | 펜실베이니아 감사관           | 47대  | 민주당 | 56.09% | 2,367,760표 | 1위  | 펜실베이니아주 감사관 당선   |
| 2000년 선거 | 펜실베이니아 감사관           | 47대  | 민주당 | 56.85% | 2,651,551표 | 1위  | 펜실베이니아주 감사관 당선   |
| 2004년 선거 | 펜실베이니아 재무장관         | 74대  | 민주당 | 61.26% | 3,353,489표 | 1위  | 펜실베이니아주 재무장관 당선 |
| 2006년 선거 | 상원의원 (펜실베이니아 제1부) | 110대 | 민주당 | 58.64% | 2,392,984표 | 1위  | 펜실베이니아주 상원의원 당선 |
| 2012년 선거 | 상원의원 (펜실베이니아 제1부) | 113대 | 민주당 | 53.69% | 3,021,364표 | 1위  | 펜실베이니아주 상원의원 당선 |
| 2018년 선거 | 상원의원 (펜실베이니아 제1부) | 116대 | 민주당 | 55.74% | 2,792,437표 | 1위  | 펜실베이니아주 상원의원 당선 |
| 2024년 선거 | 상원의원 (펜실베이니아 제1부) | 119대 | 민주당 | 48.60% | 3,384,180표 | 2위  | 낙선                         |